# Like Swimming
Like Swimming é o quarto álbum de estúdio da banda de rock alternativo Morphine.

## Faixas
1. "Lilah"
2. "Potion"
3. "I Know You, Pt. 3"
4. "Early to Bed"
5. "Wishing Well"
6. "Like Swimming"
7. "Murder for the Money"
8. "French Fries With Pepper"
9. "Empty Box"
10. "Eleven O'Clock"
11. "Hanging on a Curtain"
12. "Swing It Low"

## Créditos
- Dana Colley - saxofones
- Mark Sandman - baixos, voz, teclado, Mellotron, guitarras
- Billy Conway - bateria e percussão